# Prawo miasta
Prawo miasta – polski serial sensacyjny, emitowany w telewizji Polsat od 4 marca do 24 czerwca 2007.

## Opis fabuły
W niejasnych okolicznościach w swoim domu w Warszawie ginie Andrzej Sarnecki – były policjant i właściciel agencji ochrony JAGA. Prowadzący śledztwo przyjaciel rodziny – komisarz Bogdan Bielik bada, czy Andrzej popełnił samobójstwo, czy może został zamordowany. Własne dochodzenie w tej sprawie prowadzi też Marek Henzel z Wydziału Spraw Wewnętrznych. Tymczasem o stracie ojca dowiaduje się jego córka, Jaga, przygotowująca się do Igrzysk Olimpijskich pięcioboistka. Wiadomość wywołuje u niej wstrząs. Postanawia wyjaśnić tajemnicę śmierci ojca nie podejrzewając, jak bardzo to zmieni jej życie. Sytuację utrudnia fakt, że zgodnie z wolą ojca dziedziczy jego majątek, w tym agencję ochrony, którą nieformalnie po śmierci Sarneckiego kieruje Jarek Śmigiel, ukrywający swoją homoseksualną orientację. Jaga zostaje wplątana w zabójstwo jednego z informatorów policji i trafia do aresztu. Równocześnie w retrospektywach odkrywane są niejasne interesy Andrzeja Sarneckiego, który nie był tak wspaniałą postacią, jak się wydawało jego córce.

## Obsada
- Weronika Książkiewicz – Jaga Sarnecka
- Krzysztof Pieczyński – Bogdan Bielik
- Paweł Wilczak – Marek Henzel
- Bogusław Linda – Andrzej Sarnecki
- Radosław Pazura – Jarek Śmigiel
- Małgorzata Buczkowska – Monika Bielik
- Piotr Zelt – Janek Bruncol
- Marek Barbasiewicz – Jerzy Wesołowski
- Ewa Kasprzyk – Barbara Sarnecka-Wesołowska
- Krzysztof Zawadzki – Paweł Adamiak
- Maja Hirsch – Mutra
- Jacek Braciak – Wielina
- Jacek Kawalec – Aleksander Kaczorowski
- Andrzej Supron – Adam Wołodko
- Karol Stępkowski – notariusz
- Zbigniew Lesień – Filip Marzec
- Katarzyna Radochońska – strażniczka więzienna
- Dominik Bąk – Korzeń
- Diana Kadłubowska – wychowawczyni
- Ewa Ziętek – Jola, gospodyni Sarneckiego
- Agnieszka Wosińska – Agnieszka Śmigiel
- Jacek Kałucki – lekarz
- Ksawery Szlenkier – prawnik Marka
- Anna Dereszowska – Natalia Pazio
- Jarosław Budnik – dziennikarz Jacek Zuber
- Dariusz Pick

## Produkcja
W założeniu serial miał konkurować z produkcjami TVN (Odwróceni) i TVP2 (Pitbull), których premiera również miała miejsce w marcu 2007. 
Prawo miasta emitowane było w paśmie serialowym Polsatu w niedzielne wieczory o godzinie 22.00. 
Ostatni odcinek, zakończony cliffhangerem, wyemitowano 24 czerwca 2007. Serial nie był kontynuowany ze względu na malejącą oglądalność.